# Cifrado Vernam
El cifrado Vernam es un algoritmo de criptografía inventado por Gilbert Vernam, ingeniero AT&T Bell Labs, en 1917.

## Funcionamiento
En terminología moderna, un cifrado de Vernam es un cifrado de flujo en el que el texto en claro se combina, mediante la operación XOR, con un flujo de datos aleatorio o pseudoaleatorio del mismo tamaño, para generar un texto cifrado. El uso de datos pseudoaleatorios generados por un generador de números pseudoaleatorios criptográficamente seguro es una manera común y efectiva de construir un cifrado en flujo. El RC4 es un ejemplo de cifrado de Vernam que se utiliza con frecuencia en Internet.

## Utilización
Posteriormente a la invención del cifrado de Vernam, Joseph Mauborgne propuso que la cinta de papel contuviera información completamente aleatoria. Las dos ideas, combinadas con el uso único de las claves, implementan la libreta de un solo uso, aunque ninguno de los dos inventores utilizó ese nombre.
Claude Shannon, también de Bell Labs, demostró que la libreta de un solo uso es irrompible (trabajo realizado entre 1940 y 1945; publicado por primera vez en la Bell Labs Technical Journal, 1948/49). Es el primer y único método de cifrado para el que existe tal demostración.
El método Vernam fue utilizado durante la Segunda Guerra Mundial por espías de diversas nacionalidades, a los que se les daba una secuencia binaria aleatoria con la recomendación de utilizarla con un único proceso de cifrado.

## Variantes
En la actualidad el cifrado de Vernam puede ser utilizado con diferentes codificaciones para el alfabeto, entre ellas, se puede utiliza la codificación ASCII, sin embargo, por utilizar la operación XOR, el criptograma puede tener códigos de control de la tabla ASCII, es decir, no imprimibles, por lo que es necesario representar el criptograma con el número de código ASCII, generalmente se utiliza la numeración hexadecimal para utilizar solo dos dígitos por símbolo.
- Datos: Q5769197